# Saint-Paul (Vosges)
Saint-Paul ist eine französische Gemeinde im Département Vosges in der Region Grand Est (bis 2015 Lothringen). Sie gehört zum Kanton Mirecourt im Arrondissement Neufchâteau. Sie grenzt im Norden an Rainville, im Nordosten an Dommartin-sur-Vraine, im Südosten an Morelmaison, im Südwesten an Viocourt und im Nordwesten an Balléville.

## Bevölkerungsentwicklung

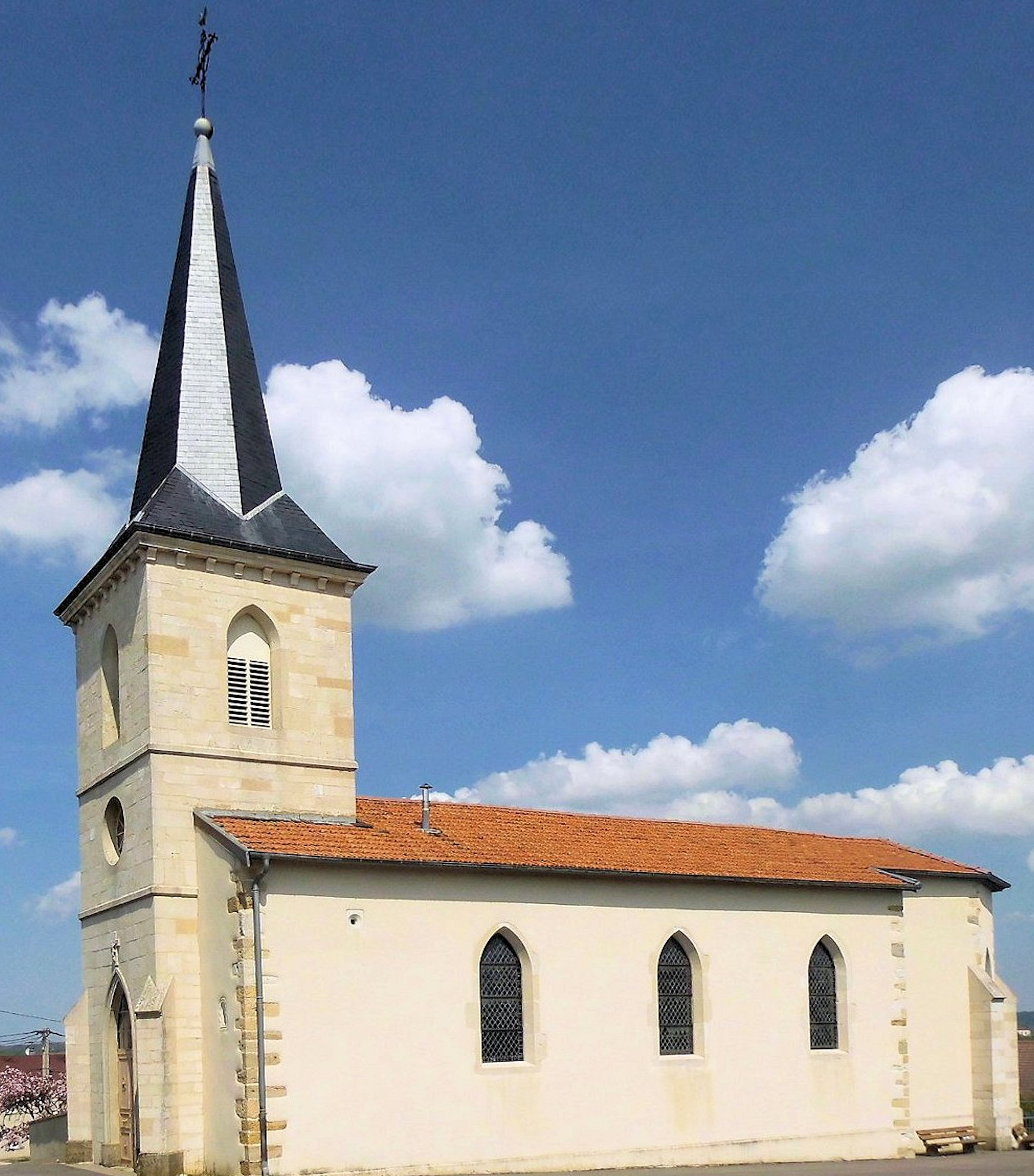
Kirche St. Paulus’ Bekehrung

| Jahr      | 1962 | 1968 | 1975 | 1982 | 1990 | 1999 | 2008 | 2019 |
| Einwohner | 106  | 101  | 106  | 119  | 123  | 120  | 137  | 165  |